# Heimatbund Niedersachsen
Der Heimatbund Niedersachsen e. V. (HBN) ist ein Verein, der in Kooperation mit Landes- und Kommunalbehörden die allgemeine Bildung zum Oberthema Heimat mit Schwerpunkten in Naturschutz, Umweltschutz, Denkmals- und Kulturpflege zum Ziel hat. Die Mitgliedschaft steht natürlichen und juristischen Personen offen.

## Geschichte
Bereits 1898 bildete sich in Hannover ein Stammtisch Niedersachsen, dessen Mitglieder die heimische Sprache, Literatur und Architektur fördern und schützen wollten. Drei Jahre später gründete man im Hotel Vierjahreszeiten am Aegidientorplatz den Heimatbund Niedersachsen als eingetragenen Verein – damit ist der Heimatbund Niedersachsen Deutschlands ältester Heimatverein.
Zu den Gründervätern gehörten neben dem Bankier und Politiker August Basse zahlreiche Literaten und bildende Künstler, unter anderem Julius Kettler, der der erste Vorsitzende wurde, Hermann Löns, die Brüder Friedrich und August Freudenthal, Heinrich Vogeler aus der Künstlerkolonie Worpswede, Lulu von Strauß und Torney, Börries von Münchhausen und Hermann Claudius.
Bereits 1902 initiierte der Heimatbund Niedersachsen den Niedersachsentag (nicht: Tag der Niedersachsen) als zentrale Veranstaltung zur Heimatpflege. Aus dem Organisationsausschuss, Vertretertag genannt, bildete sich beginnend mit der konstituierenden Sitzung am 6. Oktober 1905 eine eigene Trägerorganisation für den Niedersachsentag, die 1934 unter dem Namen Niedersächsischer Heimatschutz in das Vereinsregister eingetragen wurde.
Sieben Jahre nach Vereinsgründung konnte 1908 mit der Eröffnung des Vaterländischen Museums – das heutige Historische Museum – in Hannover ein weiteres Vereinsziel erreicht werden.
In der Zeit des Nationalsozialismus musste der Verein seinen Namen in Hannoversche Heimatfreunde ändern und wurde 1942 in das Gauheimatwerk überführt. Er gründete sich am 10. Mai 1946 wieder unter dem alten Traditionsnamen.
Zum 15. Oktober 2018 übersiedelte die Geschäftsstelle des Heimatbundes Niedersachsen von der Walsroder Straße 89 in Langenhagen in das Gebäude Groß-Buchholzer Kirchweg 73 in Hannover.

## Cord-Borgentrick-Stein
2008 lobte der Heimatbund Niedersachsen unter der Schirmherrschaft des Oberbürgermeisters der Landeshauptstadt Hannover erstmals den Cord-Borgentrick-Stein für Personen aus, die sich ehrenamtlich für Geschichte, Denkmalpflege oder Tradition in Hannover eingesetzt haben. Der nach dem hannoverschen Bürger Cord Borgentrick benannte Preis wird im Neuen Rathaus verliehen und der zugehörige Stein im Gedenkhain am Döhrener Turm gesetzt.

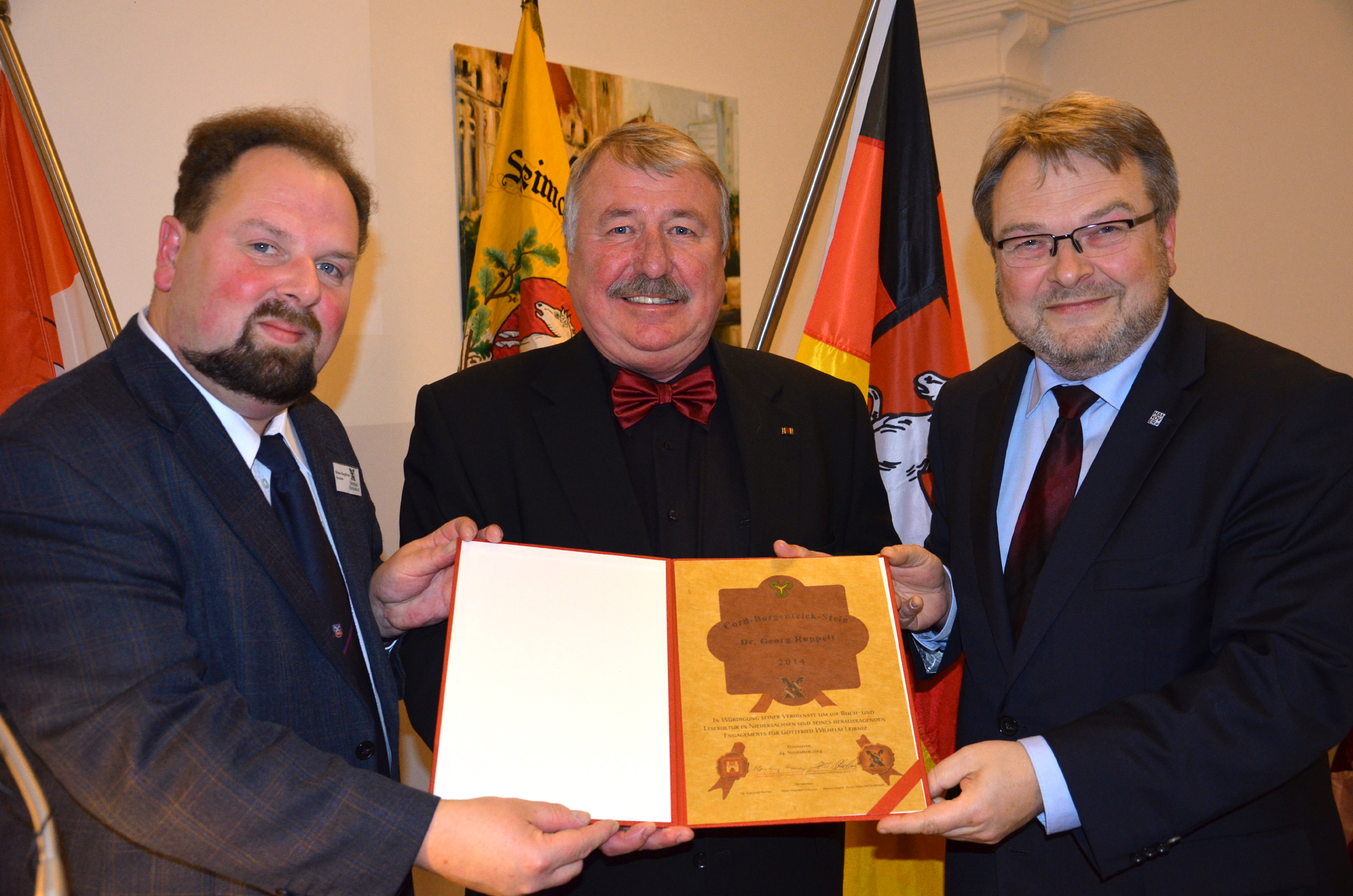
Georg Ruppelt (Mitte) mit der Cord-Borgentrick-Stein-Urkunde, überreicht von Heinz-Siegfried Strelow (links) und dem ersten Bürgermeister von Hannover, Thomas Hermann, 2014

### Preisträger
- 2008: Christel Wiedemann
- 2009: Helmut Zimmermann
- 2010: Georg Wilhelm
- 2011: Wolfgang Leonhardt
- 2012: Wolfgang Kartscher
- 2013: Gesa Klaffke-Lobsien
- 2014: Georg Ruppelt
- 2015: Sid Auffarth
- 2016: Ernst Müller
- 2017: Klaus Mlynek[8]
- 2018: Bruno Hanne († Juni 2018)
- 2019: Herbert Schmalstieg
- 2021: Carl-Hans Hauptmeyer
- 2022: Simon Benne
- 2023: Katja Lembke

## Persönlichkeiten

### Vorsitzende
- 1986–2002: Architekt Peter Hübotter[9]
- Heinz-Siegfried Strelow, Präsident und Redakteur der Zeitschrift Heimatland[10]

### Ehrenmitgliedschaften
Bekannte Ehrenmitglieder waren:
- Wilhelm Busch am 15. April 1902
- Wilhelm Raabe
- Karl Wagenfeld
- Arthur Menge am 7. Juni 1931
- Wilhelm Blumenberg am 22. Januar 1948
- Hinrich Braasch (1878–1968), vor 1951
- Lulu von Strauß und Torney am 20. September 1953
- Alfred Toepfer am 12. Mai 1961
- Viktoria Luise, Herzogin von Braunschweig, am 13. September 1962
- Hermann Claudius am 24. Oktober 1978

Bekannte Mitglieder (über die bereits genannten hinaus) waren:
- Karl Mohrmann, Vorsitzender von 1912 bis 1914
- Walther Lampe (1894–1985), Vorsitzender 1933–1942 und 1946–1973

## Kritik
Kritik wird vor allem an den Vorstellung geübt, es habe seit dem 19. Jahrhundert im gesamten heutigen Niedersachsen eine große Sympathie für „Niedersachsen“, zunächst als noch nicht verwirklichtes Projekt und später als real existierendes Land in (der Bundesrepublik) Deutschland gegeben.
So stellte Ernst Schubert im Jahr 2006 fest, dass der Heimatbund Niedersachsen „im Oldenburgischen kaum Anklang fand“. Über die Politik in den Jahren 1933–1945 schrieb Schröder, dass es in der NSDAP zwar einen Sachsenkult gegeben habe, die Partei aber von den Heimatbünden abweichende Raumordnungsvorstellungen gehabt habe: „Sie schufen ein Organisationswirrwarr mit dem erwünschten Ergebnis, daß die alten, gewachsenen Ordnungen auf reine Verwaltungstätigkeiten beschränkt wurden, die politischen Entscheidungen aber bei den Gauleitern in den drei neugeschaffenen (an die Reichstagswahlkreise angelehnten) Parteigauen Weser-Ems, Südhannover-Braunschweig und Osthannover lagen.“ Dabei wurde die jahrhundertelang selbstständige Hansestadt Bremen dem Gau Weser-Ems zugeordnet.
Bis in die Gegenwart hinein gibt es – vor allem im Südwesten Niedersachsens – Vorbehalte gegen die vereinnahmende Fremdbezeichnung der dort Lebenden als „Niedersachsen“. In einem Nachruf auf Alwin Hanschmidt, den ehemaligen Lehrstuhlinhaber für die Didaktik der Geschichte mit dem Schwerpunkt Neuere Geschichte an der Hochschule/Universität in Vechta, betont der Autor, Wilfried Reininghaus, die Wichtigkeit einer Identität als „Westfalen in Niedersachsen“ im Oldenburger Münsterland. Diese beruhe auf der jahrhundertelangen Zugehörigkeit zum Hochstift Münster und zur katholischen Kirche. Bereits in der Zeit, als sie Bürger der Großherzogtums bzw. der Landes Oldenburg waren, hätten sie auf dem Bestandteil „Münsterland“ in ihrer Landschaftsbezeichnung bestanden. Auch die Bezeichnung des Osnabrücker Rathauses als „Stätte der Unterzeichnung des Westfälischen Friedens“ verweist auf die westfälischen Wurzeln der Region südwestliches Niedersachsen. Im Jahr 1993 fand in Münster, Cloppenburg, Osnabrück und Bad Iburg eine Ausstellung mit dem Titel „Westfalen in Niedersachsen“ statt. Ein über 400 Seiten umfassendes gleichnamiges Buch erläutert den vielen fremdartig vorkommenden Begriff.

## Publikationen
- Heimatland. Zeitschrift für Heimatkunde, Naturschutz, Kulturpflege. Mit ständigen Berichten und Bildern aus dem Historischen Museum am Hohen Ufer Hannover. Herausgegeben vom Heimatbund Niedersachsen e. V., Hannover. Gegründet 1901, Erscheinungsweise vierteljährlich
- seit 1987: Schriften zur Heimatpflege, bisher 18 Bände[14], darin:
- Waldemar R. Röhrbein (Hrsg.): Heimat bewahren – Heimat gestalten, Beiträge zum 100jährigen Bestehen des Heimatbundes Niedersachsen 2001, Hannover 2001, 200 Seiten, ISBN 3-9800677-4-2[15]
- Heinz-Siegfried Strelow (Hrsg.): 111 Jahre Heimatbund Niedersachsen. Aus unserer Arbeit 2001–2012, Langenhagen: Heimatbund Niedersachsen, 2012, ISBN 978-3-938385-47-0